# Gasoducto Sonora
El Gasoducto Sonora (México) es una red de distribución de gas natural que planea conectar a finales del 2016, Sásabe, Sonora con El Oro, Sinaloa; cruzando 850 kilómetros del terreno del Noroeste. Filial de IEnova, busca importar gas natural desde Estados Unidos para suministrar a la Comisión Federal de Electricidad (CFE).

## Historia

### Antecedentes
Tras la reforma del marco jurídico del sector de gas en 1995 en México, se permitió la participación del sector privado en el almacenamiento, transporte y distribución de gas natural en el país, siendo la compañía IEnova una de las primeras empresas privadas en incursionar en la industria de la infraestructura de energía en el país. De esta forma, se construyó el primer gasoducto de gas natural en el estado de Baja California y ha sido la única desarrolladora de sistemas de transporte de gas natural de acceso abierto en dicho estado.
Años más tarde, en el 2012 se realizó una licitación pública internacional en donde el Gasoducto de Aguaprieta fue elegido para prestar el servicio de transporte de gas natural, a través de un sistema de transporte de acceso abierto, así como la construcción y operación del mismo (denominado Gasoducto Sonora).

## Descripción
Este sistema tiene una longitud aproximada de 833 km y una capacidad de 770 MMPCD los cuales constan de dos segmentos, que operarán como un solo sistema y prestarán el servicio de transporte de gas natural en los estados de Sonora y Sinaloa. El primer segmento de 505 km tiene 36 pulgadas de diámetro y  transportará gas natural de Sásabe a Guaymas, Sonora; el segundo segmento es de 330 km con 30 pulgadas de diámetro que se transportará  de Guaymas a El Oro, Sinaloa. 
Como cualquier otra actividad de aprovechamiento, el consumo de energía tiene impactos sobre el medio ambiente ya que las emisiones a la atmósfera por la combustión de derivados del petróleo, principalmente el bióxido de azufre (SO2) y las partículas suspendidas (PM) que influyen en la salud. El gas natural se ha convertido en una de las fuentes más limpias para la generación de energía ya sea para uso industrial y doméstico.   
El impacto medioambiental del gas natural es menor que el de otros combustibles, puesto que apenas emite gases contaminantes adheridos al CO2, gases que contribuyen, entre otros efectos, a la producción de la denominada lluvia ácida. Su combustión tampoco produce partículas sólidas (cenizas).  
La firma IEnova invierte  alrededor de 1 mil 100 millones de dólares en el gasoducto que atraviesa Sonora, un proyecto que alcanza 780 kilómetros ya que recorre la entidad de norte a sur, específicamente desde El Sásabe hasta Hermosillo.